# Jean-Camille Fulbert-Dumonteil
 (février 2020).
Jean-Camille Fulbert-Dumonteil (né le 11 avril 1831 à Vergt, et mort le 2 mai 1912 à Neuilly-sur-Seine) est un écrivain et chroniqueur gastronomique de la Belle Époque originaire du Périgord. 
Ce maître de l’art gastronomique signait ses écrits littéraires, d’abord « Fulbert Dumonteil » puis « Fulbert-Dumonteil ». 

## Biographie
Il était le dernier descendant d’une longue lignée de tabellions et de notaires royaux attestés dès 1704. Son père, Jean Augustin Dumonteilh fils, fut notaire à Cendrieux Dordogne du 24 janvier 1816 à 1842. Sa mère, Mathilde Petit, était également issue d’une vieille famille vernoise. 
Il suivit des études à l’école primaire de Vergt puis au collège de cette commune. Le 23 août 1843, le maître de pension du collège, Philibert Durieu (en fait de la famille du Rieu de Marsaguet), lui décerna les premiers prix de version et de thème latins. Il fréquenta ensuite le Collège royal de Périgueux (aujourd’hui Cité scolaire Bertran-de-Born) où il compléta ses études sur le plan littéraire.
À la fin de l’adolescence, il quitta le Périgord pour commencer son droit à Paris. Sur la recommandation de l’abbé Masson (1802-1881), curé de Vergt, qui était son ami, le Périgourdin Pierre Magne (1809-1879), alors ministre des Travaux Publics, le fit entrer à la Compagnie des Chemins de fer et le fit nommer, en Alsace, « commissaire de surveillance administrative des Chemins de fer, en résidence à Bitche, arrondissement de Sarreguemines ». 
Toujours sur la recommandation du ministre Magne, Fulbert-Dumonteil rejoignit alors les services de l’Hôtel de ville de Paris, à la préfecture de la Seine, où il fut le compagnon de bureau des polémistes Henri Rochefort (1831-1913) et Édouard Drumont (1844-1917) avant d’être attaché au cabinet personnel du baron Georges Eugène Haussmann (1809-1891). Il noua à cette époque des contacts précieux pour sa future carrière.
Fulbert-Dumonteil quitta assez vite l’administration pour se consacrer entièrement au journalisme et participer activement à la vie littéraire de la seconde moitié du XIXe siècle, devenant membre de l’Association des Journalistes Parisiens. Il débuta au Figaro d’Hippolyte Auguste Cartier de Villemessant (1812-1879), en 1862, par une petite nouvelle, Deux yeux sans pareils. Il collabora ensuite à d’autres quotidiens parmi lesquels Le Mousquetaire d’Alexandre Dumas (1802-1870), Le Gaulois, Le Charivari et le Petit Marseillais, mais aussi à des publications du sud-ouest dont La France de Bordeaux et du Sud-Ouest à laquelle il donna jusqu’à la fin de ses jours une chronique scientifique bien qu’il n’ait aucune formation dans ce domaine. Il participa également à la rédaction de plusieurs revues comme Le monde illustré, Nain Jaune, le Musée des familles, Le Journal des Demoiselles ou Le Chasseur français.
Il a écrit une trentaine de livres dont Portraits zoologiques (1874), Bêtes curieuses, Histoire naturelle en action (1883), Une visite aux Cynghalais (1886), Le Monde des Fauves (1890), Les Fleurs à Paris (1890), Cage et Volières (1893) ou Le Monde des Insectes. Il aborda des sujets à caractère ethnographiques dont Les Lapons (1889), Les Somalis (1890), Guerrières et guerriers du Dahomey (1891) ou Les Paï-Pi-Bri (1893). Il fut, de ce point de vue, un des fondateurs de la vulgarisation scientifique.[réf. nécessaire] Il était rédigea aussi des histoires comme Le Voyage au pays du bien (1878, on y reconnaît entre autres le portrait d’un régent de Vergt, M. Malafaye, chez qui il avait commencé ses humanités), Les carillons de Noël (1880), Les Sept femmes du colonel d’Arlot (1884) ou Les Contes jaunes (1886).
Il publia également, en 1869, les portraits des députés de la Seine. Il fut particulièrement élogieux pour Jules Simon (1814-1896) et Léon Gambetta (1838-1882). Ce qui n’empêchera pas de les critiquer, en 1872, dans un pamphlet politique acerbe Les Septembrisés dans lequel les républicains dits du Quatre Septembre étaient pris à partie.
Il écrivit également dans des revues culinaires, dont La cuisine des familles, collabora durant près d’un quart de siècle à l’Art culinaire, participa à la rédaction de L’Almanach des gourmands et écrivit deux livres, La cuisine française, l’art de bien manger, fins et joyeux croquis gastronomiques écrits par les gourmets (1901) et La France gourmande (1906).
Fulbert-Dumonteil se retira, en 1877, à Neuilly-sur-Seine après la mort de son épouse, Amable Constance Marie Bohers, qui l’avait laissé seul avec deux enfants, qui devaient disparaître tous deux à vingt-cinq ans, et une fille (mariée à M. Girard). Il vécut dès lors dans le voisinage du jardin d’acclimatation dont il se fit l’historiographe et devint l’ami de son directeur Albert Geoffroy Saint-Hilaire. À partir de 1892, il ne se rendit à Paris.
Il mourut le 2 mai 1912 dans la maison de retraite Galignani frères, 89, boulevard Bineau à Neuilly-sur-Seine (aujourd’hui dans le département des Hauts-de-Seine), à l’âge de quatre-vingt-un ans.
Peu après la mort de Fulbert-Dumonteil, un comité se réunit pour ériger son buste au musée du Périgord (aujourd’hui Musée d’Art et d’Archéologie du Périgord) de Périgueux. L’inauguration de l’œuvre d’Édouard Lormier (1847-1919), fondue par les frères Montagutelli, eut lieu le 5 décembre 1912 en présence de Géraud Lavergne (1884-1965), représentant le préfet, Alexandre Dorin représentant le maire, Ferdinand Villepelet (1839-1923) de la Société Historique et Archéologique du Périgord et Albert Dujarric-Descombes (1848-1926) du Bournat, association félibréenne du Périgord. Joseph Durieux (1873-1950), André de Lachapelle, rédacteur au Journal des Débats, Lucien-Victor Meunier, rédacteur en chef de La France du Sud-Ouest, et Robert Benoît (1862-1942) prirent, entre autres, la parole, de même que MM. Chassaing, Malafaye et Paulin de Brou de Laurière au nom de la population vernoise. 
Dans le même temps, la ville de Périgueux et la commune de Vergt attribuèrent son nom à l’une de leurs rues. 
Enfin, lors de la Félibrée qui se tint à Vergt, sa ville natale, le 7 juillet 1963, le Bournat fit apposer dans le hall de la mairie une plaque à sa mémoire :
FULBERT DUMONTEIL

1831 – 1912

LO BORNAT DOU PERIGORD

Selon Lucien Victor Meunier, rédacteur en chef de La France de Bordeaux et du Sud-Ouest, « En lui l’estomac, de quelque prédilection qu’il fut entouré, n’étouffait point le cœur ». Sur la porte de sa salle à manger, Fulbert-Dumonteil avait écrit : « Pensez aux autres ».

## Hommage
- Rue Fulbert Dumonteil, à Périgueux,
- Impasse Fulbert Dumonteil, à Vergt.